# Renate Bauer (Politikerin)

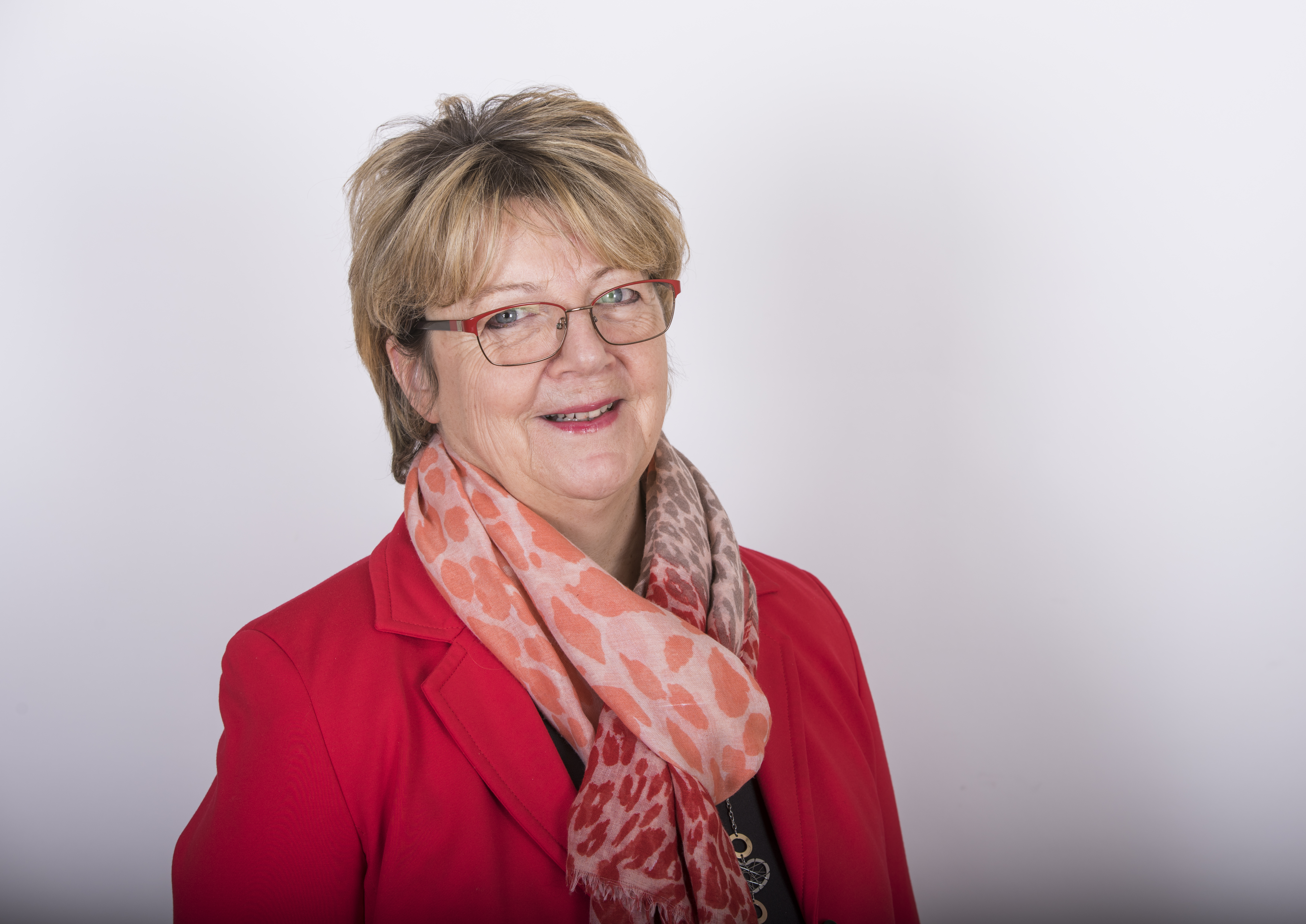
Renate Bauer (2017)

Renate Bauer (* 25. August 1962 in Graz) ist eine österreichische Politikerin der Sozialdemokratischen Partei Österreichs (SPÖ) und Angestellte des Österreichischen Gewerkschaftsbundes (ÖGB) in Graz. Sie war von 2010 bis 2019 Abgeordnete zum Steiermärkischen Landtag.

## Ausbildung und Beruf
Nach der Volksschule in Stattegg und der Hauptschule in Graz-Andritz schloss Bauer die Schulbildung mit dem Polytechnischen Lehrgang in Graz ab. Danach absolvierte sie eine Lehre als Industriekauffrau und besuchte die Berufsschule in Mitterdorf im Mürztal. Bis 1981 war sie als Angestellte tätig und arbeitet seither als Organisationsassistentin beim Österreichischen Gewerkschaftsbund (ÖGB) in Graz.

## Politische Laufbahn
Ihre politische Laufbahn begann Bauer im Jahr 2003. Seitdem bekleidet sie zahlreiche Funktionen:
- 2003–2005 SPÖ-Frauenvorsitzende in Stattegg
- seit 2005 Gemeindekassierin und Fraktionsvorsitzende der SPÖ in der Gemeinde Stattegg
- seit 2005 Mitglied des Vorstandes im Gemeindevertreterverband
- seit 2005 Ortsparteivorsitzende der SPÖ in Stattegg
- seit 2003 Mitglied des Bezirksvorstandes der SPÖ Graz-Umgebung
- 2003–2008 Mitglied des Bezirksfrauenausschusses der SPÖ Graz-Umgebung
- seit 2008 Bezirksfrauenvorsitzende der SPÖ Graz-Umgebung
- seit 2009 stellvertretende Bezirksvorsitzende der SPÖ Graz-Umgebung
- seit 2009 Mitglied des Landesfrauenpräsidiums und -vorstandes
- seit 2009 Mitglied des Landesparteipräsidiums und -vorstandes
- seit 2010 Fraktionssekretärin der SPÖ-Fraktion in der Steiermärkischen Landarbeiterkammer
- 2010 bis 2019 Abgeordnete zum Steiermärkischen Landtag

## Auszeichnungen
- 2020: Großes Ehrenzeichen des Landes Steiermark[2]